# Лос-Анджелес Клипперс
«Лос-Анджелес Клипперс» (англ. Los Angeles Clippers) — профессиональный баскетбольный клуб, выступающий в Тихоокеанском дивизионе Западной конференции Национальной баскетбольной ассоциации. Клуб был основан в 1970 году в городе Баффало (штат Нью-Йорк) и назывался «Баффало Брэйвз». В 1978 году команда переехала в Сан-Диего и сменила название на «Сан-Диего Клипперс». В 1984 году клуб переехал в Лос-Анджелес, до 2024 года играл на «Стэйплс-центр», деля площадку с «Лос-Анджелес Лейкерс». В 2024 году клуб переехал на новую арену Intuit-Dome.
После переезда в Калифорнию, клуб долгое время не мог добиться успехов, как в регулярном чемпионате, так и в играх плей-офф. Лишь в 2010-х годах, с приходом в команду таких игроков, как Блэйк Гриффин и Крис Пол, «Клипперс» стабильно стали попадать в плей-офф, а в 2013 году впервые выиграли титул чемпиона дивизиона.

## 1970-1978: создание франшизы, Баффало Брейвз
Первоначально команда базировалась в Западной части штата Нью-Йорк в городе Буффало и называлась «Баффало Брейвз». Домашние игры «Брейвз» проводились на арене Баффало Мемориал Аудиториум, где также играла команда НХЛ Баффало Сейбрз. В 1972 году после двух неудачных сезонов команду возглавил тренер Джек Рэмси, который до этого был главным тренером «Филадельфии». Также был подписан звёздный форвард Боб Макаду, который в течение 3-х сезонов был лидером НБА по результативности и стал MVP в сезоне 1974—1975. В течение 3-х сезонов под руководством Рэмси «Баффало Брейвз» выходил в плей-офф НБА. Однако вскоре из-за невозможности проводить домашние игры на «Аудиториум» владелец «Брейвз» Пол Снайдер продал клуб Джону Брауну мл., владельцу клуба АБА «Кентукки Колонелс», который распродал всех звёзд команды. Однако в 1978 году, в результате сделки с владельцем «Бостон Селтикс» Ирвом Левиным Джон Браун передал права на франшизу. Новый владелец решил перевезти «Брейвз» в Сан-Диего.

## 1978-1984: переезд в Калифорнию
После переезда в 1978 году представители клуба решили, что «Брейвз» не самое привлекательное название для команды и поэтому поменяли его на «Клипперс». В первом сезоне команда закончила с показателем 43-39 под предводительством Джина Шу и вышла в плей-офф, где проиграла в финале конференции. Самым результативным игроком клуба стал атакующий защитник Уорлд Би Фри, набиравший 28,9 очков в среднем за игру.
В следующим сезоне из-за травм ведущих игроков Сан-Диего закончил с разницей побед и поражений 35-47. Уорлд Би Фри стал самым результативным игроком НБА, набирая более 30 очков за матч. В плей-офф «Клипперс» не прошли.
После смены тренера в сезоне 1980—1981 клуб также не смог дойти до игр на выбывание, окончив сезон с показателем 36-46, после чего Фри был обменян в «Уорриорз» на Фила Смита. В сезоне 1981—1982 в клубе произошла смена владельца: Ирв Левин продал франшизу предпринимателю из Лос-Анджелеса Дональду Стерлингу за $12,5 млн. Из-за плохой игры «Клипперс» в последние годы на матчи команды приходило в среднем всего лишь 4,5 тысячи человек. Новый владелец запросил НБА перевезти команду в Лос-Анджелес.

## 1984-1989: переезд в Лос-Анджелес
В 1984 году «Клипперс» переехали в Лос-Анджелес и играли на Лос-Анджелес Мемориал Спортс Арене. В первом сезоне на новой арене клуб завершил регулярку с показателями 31-51, а командой руководил Джим Лайнэм.
В первые годы «Лос-Анджелес Клипперс» несмотря на обилие в команде талантливых ветеранов постигали неудачи. Большинство звёздных игроков подвергались травмам. Дерек Смит сыграл всего 11 игр из-за травмы колена в сезоне 1985—1986, Норм Никсон также из-за травмы колена и Маркес Джонсон из-за травмы позвоночника практически пропустили следующий сезон, который «Клипперс» завершили на последнем месте в регулярном чемпионате со вторым худшим результатом сезона в истории НБА.
В этом же сезоне к команде присоединился Элджин Бэйлор в качестве генерального менеджера и вице-президента по баскетбольным операциям. В сезоне 1987—1988 Никсон получил травму ахиллова сухожилия, а в сезоне 1988—1989 первый номер драфта Дэнни Мэннинг травмировал крестообразные связки.

## 2012-2014: приход Дока Риверса и "Большое трио"
По результатам сезона 2012/13 «Клипперс» попали в плей-офф. В первом раунде встретились с соперниками последнего сезона «Мемфис Гриззлис». Несмотря на хорошую игру Криса Пола и Блейка Гриффина они проиграли со счётом 2 — 4.
25 июня 2013 года «Клипперс» назначили в качестве главного тренера Дока Риверса, который перешёл на эту позицию в результате обмена с «Бостон Селтикс». Док Риверс заключил контракт сроком на три года, сменив на этом посту Винни Дель Негро. 8 июля «Клипперс» подписали Элвина Джентри в качестве ассоциативного тренера в помощь Доку Риверсу.

## Статистика
В = Выигрыши, П = Проигрыши, П% = Процент выигранных матчей
| Сезон                         | В    | П    | П%   | Плей-офф                                                    | Результаты                                             |
| ----------------------------- | ---- | ---- | ---- | ----------------------------------------------------------- | ------------------------------------------------------ |
| 2011/12                       | 40   | 26   | .606 | Выиграли в первом раунде Проиграли в полуфинале конференции | Клипперс 4, Мемфис 3 Сан-Антонио 4, Клипперс 0         |
| 2012/13                       | 56   | 26   | .682 | Проиграли в первом раунде                                   | Клипперс 2, Мемфис 4                                   |
| 2013/14                       | 57   | 25   | .695 | Выиграли в первом раунде Проиграли в полуфинале конференции | Клипперс 4, Голден Стэйт 3 Клипперс 2, Оклахома-Сити 4 |
| 2014/15                       | 56   | 26   | .683 | Выиграли в первом раунде Проиграли в полуфинале конференции | Клипперс 4, Сан-Антонио 3 Клипперс 3, Хьюстон 4        |
| 2015/16                       | 53   | 29   | 64,6 | Проиграли в первом раунде                                   | Клипперс 2, Портленд 4                                 |
| Всего в регулярном чемпионате | 1360 | 2200 | .382 |                                                             |                                                        |
| Плей-офф                      | 32   | 45   | .416 |                                                             |                                                        |

## Состав
| \| Поз. \| № \| Гражд. \| Имя \| Рост \| Вес \| Откуда \| \| ---- \| -- \| ------------------- \| --------------- \| ------ \| ------ \| ---------------- \| \| З \| 1 \| ! \| Джеймс Харден \| 196 см \| 100 кг \| Аризона Стэйт \| \| Ф \| 2 \| ! \| Кавай Леонард \| 201 см \| 102 кг \| Сан-Диего Стэйт \| \| Ц \| 4 \| ! \| Мохамед Бамба \| 213 см \| 105 кг \| Техас \| \| З \| 5 \| ! \| Боунс Хайленд \| 188 см \| 78 кг \| ВКУ \| \| З/Ф \| 7 \| ! \| Коффи, Амир \| 201 см \| 95 кг \| Миннесота \| \| З \| 8 \| ! \| Крис Данн \| 191 см \| 93 кг \| Провиденс \| \| З/Ф \| 9 \| ! \| Трентин Флауэрс \| 206 см \| 84 кг \| Комбайн академия \| \| Ф \| 11 \| ! \| Джордан Миллер \| 196 см \| 88 кг \| Майами (Флорида) \| \| З \| 12 \| ! \| Кэм Кристи \| 198 см \| 86 кг \| Миннесота \| \| З/Ф \| 14 \| ! \| Теренс Мэнн \| 196 см \| 98 кг \| Флорида Стэйт \| \| Ф \| 17 \| ! \| Пи Джей Такер \| 196 см \| 111 кг \| Техас \| \| Ф \| 21 \| ! \| Коби Браун \| 203 см \| 113 кг \| Миссури \| \| Ф/Ц \| 23 \| Багамские острова ! \| Кай Джонс \| 211 см \| 100 кг \| Техас \| \| З \| 24 \| ! \| Норман Пауэлл \| 193 см \| 98 кг \| УКЛА \| \| Ф \| 33 \| Франция ! \| Николя Батюм \| 203 см \| 104 кг \| Франция \| \| Ц \| 40 \| Хорватия ! \| Ивица Зубац \| 213 см \| 109 кг \| Хорватия \| \| Ф \| 55 \| ! \| Деррик Джонс \| 198 см \| 95 кг \| УНЛВ \| \| З \| 77 \| ! \| Кевин Портер \| 193 см \| 92 кг \| УСК \| | Главный тренер - Тайрон Лью Ассистенты тренера - Джереми Каслберри - Ларри Дрю - Шон Фейн - Дантэй Джонс - Джей Ларранага - Брендан О'Коннор - Брайан Шоу - Джефф Ван Ганди Состав • Переходы Последнее изменение: 19 октября 2024 года |                     |                 |        |        |                  |
| Поз. | № | Гражд.              | Имя             | Рост   | Вес    | Откуда           |
| З | 1 | !                   | Джеймс Харден   | 196 см | 100 кг | Аризона Стэйт    |
| Ф | 2 | !                   | Кавай Леонард   | 201 см | 102 кг | Сан-Диего Стэйт  |
| Ц | 4 | !                   | Мохамед Бамба   | 213 см | 105 кг | Техас            |
| З | 5 | !                   | Боунс Хайленд   | 188 см | 78 кг  | ВКУ              |
| З/Ф | 7 | !                   | Коффи, Амир     | 201 см | 95 кг  | Миннесота        |
| З | 8 | !                   | Крис Данн       | 191 см | 93 кг  | Провиденс        |
| З/Ф | 9 | !                   | Трентин Флауэрс | 206 см | 84 кг  | Комбайн академия |
| Ф | 11 | !                   | Джордан Миллер  | 196 см | 88 кг  | Майами (Флорида) |
| З | 12 | !                   | Кэм Кристи      | 198 см | 86 кг  | Миннесота        |
| З/Ф | 14 | !                   | Теренс Мэнн     | 196 см | 98 кг  | Флорида Стэйт    |
| Ф | 17 | !                   | Пи Джей Такер   | 196 см | 111 кг | Техас            |
| Ф | 21 | !                   | Коби Браун      | 203 см | 113 кг | Миссури          |
| Ф/Ц | 23 | Багамские острова ! | Кай Джонс       | 211 см | 100 кг | Техас            |
| З | 24 | !                   | Норман Пауэлл   | 193 см | 98 кг  | УКЛА             |
| Ф | 33 | Франция !           | Николя Батюм    | 203 см | 104 кг | Франция          |
| Ц | 40 | Хорватия !          | Ивица Зубац     | 213 см | 109 кг | Хорватия         |
| Ф | 55 | !                   | Деррик Джонс    | 198 см | 95 кг  | УНЛВ             |
| З | 77 | !                   | Кевин Портер    | 193 см | 92 кг  | УСК              |